# 物理学的进化
《物理学的进化》（英文版原名：或，根据版本不同书名有上述的文字差别。中文版译名来自周肇威的译本）是由物理学家阿尔伯特·爱因斯坦和利奥波德·英费尔德合著出版的物理学科普读物，内容介绍了物理学从伽利略、牛顿时代的经典理论到现代场论、相对论和量子力学的发展演化历程。该书最初由剑桥大学出版社在1938年出版并获得了大众的广泛好评，《时代》杂志还特别为此书刊载了一篇头条报道。

## 合著背景
爱因斯坦答应合作编写此书的部分原因是以此在经济上帮助英费尔德。而作为犹太物理学家的英费尔德从被纳粹占领的波兰离开后前往剑桥，在那里与物理学家马克斯·玻恩进行了简短的合作。其后他前往普林斯顿，在那里与爱因斯坦一起在普林斯顿高等研究院共事。爱因斯坦试图帮助英费尔德在那里找到一个永久性职位，但结果失败了。英费尔德从而想出了与爱因斯坦合作出版一本物理学史的大众读物的方法，认为此举定能获得成功从而可以和爱因斯坦平分版税。然而当他到爱因斯坦那里说明自己的提议时他的舌头却严重打结，不过最后他还是说清了自己的想法。爱因斯坦则认为“这个主意一点也不坏，我们应该去做”。

## 该书的观点
爱因斯坦在该书中基于的核心观点是“物理学实在”，其中也流露出对量子力学中存在大量不确定性的不以为然：“近几年来，量子物理学的全部困难已经集中在几个主要点上，物理学正在焦急地等待着它们的解决。但是，我们没有方法预知这些困难将在何时何地得到澄清”。该书的观点认为，是对“客观实在”的信仰导致了几个世纪以来在科学上逐步取得了伟大的成果，并说明“客观实在”这一概念虽然无法证明，但确实是有用的。正如书中宣称的那样：“如果不相信我们的理论结构能够领悟客观实在，如果不相信我们世界的内在和谐性，那就不会有任何科学。这种信念是，并且永远是一切科学创造的根本动机。”
此外，爱因斯坦还用文字描述了，即使是在量子力学的优越性下，场论依然是有用的：“量子物理学仍旧应该保持两个基本概念：实物和场的概念。在这个意义上，它是一种二元论，因此对于实现我们把一切归结为场的那个老问题并没有丝毫的帮助”。这里所说的“把一切归结为场”的老问题是指将粒子不视为单独的个体，而是场的一种特殊表现形式。“我们是否能够放弃纯实物的概念而建立起纯粹是场的物理学呢？我们可以把实物看作是空间中场特别强的一些区域，用这种方法就可以建立起一种新的哲学背景。按照这种观点，抛掷出的一个石子就是变化着的场，在变化着的场中强度最大的场的态以石子的速度穿过空间。”

## 内容
该书分为四章内容，标题分别为：《机械观的兴起》、《机械观的衰落》、《场，相对论》和《量子》。每一章所包含的小节都有各自的小标题。
在第一章中作者从伽利略的理想实验起始，通过引入矢量的概念介绍了伽利略和牛顿的经典力学，并从焦耳的热功当量角度解释了经典物理中所认为的热现象，它也可以用分子间作用力的机械观来描述。

在第二章中作者首先展示了电磁现象无法用传统的机械观来描述，进而涉及到光的本性问题。这里面描述了牛顿的光微粒说和惠更斯的光波动说关于光的本性的论战，虽然结果赞同了光波动说（认为光是一种机械波），但又要同时假定不能用机械观来描述的作为光波的传播介质的以太的存在。

在第三章中作者用力线首先来描述引力场，进而用它来描述电场和磁场。作者解释说这是在尝试“用流体的语言来将熟悉的事实翻译成新的场论的语言”。爱因斯坦和英费尔德叙述了法拉第、麦克斯韦和赫兹的实验引发了现代物理学，迈克耳孙-莫雷实验和狭义相对论否定了以太的存在。最后，爱因斯坦在这里介绍了广义相对论。

在第四章中作者通过光电效应实验引入了光量子概念并由此进一步引出了几率波的概念，“量子理论又创造了关于实在的新的主要特色。不连续性代替了连续性。放弃了掌握个体的定律，出现了几率的定律。”

## 评价
物理学家史蒂芬·霍金称此书为一场“革命”，他说：“今天我们已经很习惯接受量子力学的概念，从而很容易忘记当初我们要从量子角度来思考时所需要的具有纪念意义的思想转变。”